# London South and Surrey East (circonscription du Parlement européen)
Avant l’adoption uniforme de la représentation proportionnelle en 1999, le Royaume-Uni utilisait le système uninominal à un tour pour les élections européennes en Angleterre, en Écosse et au pays de Galles. Les conscriptions du Parlement européen utilisées dans ce système étaient plus petites que les circonscriptions régionales les plus récentes et ne comptaient chacune qu'un seul membre au Parlement européen.
La circonscription de London South and Surrey East était l'une d'entre elles. Il a été fusionné à partir des circonscriptions de London South et de Surrey.
Lors de sa création en Angleterre en 1984, il se composait des circonscriptions parlementaires du Parlement de Westminster de Carshalton and Wallington, Croydon Central, Croydon North East, Croydon North West, Croydon South, East Surrey, Reigate et Sutton and Cheam. Dans les changements de limites qui sont entrés en vigueur lors des élections européennes de 1994, il a perdu la circonscription de Reigate mais a gagné Epsom and Ewell.

## Membre du Parlement européen
| Élection                    | Élection | Portrait          | Membre          | Parti        |
| --------------------------- | -------- | ----------------- | --------------- | ------------ |
|                             | 1984     |                   | James Moorhouse | Conservateur |
|                             | 1989     |                   | James Moorhouse | Conservateur |
|                             | 1994     |                   | James Moorhouse | Conservateur |
|                             | 1998     | Libéral Démocrate | James Moorhouse |              |
| 1999 circonscription abolie |          |                   |                 |              |